# Celonites michaelseni
Celonites michaelseni är en stekelart som beskrevs av Schulthess 1923. Celonites michaelseni ingår i släktet Celonites och familjen Masaridae. Inga underarter finns listade.